# Hinojosa de Jarque
Pour les articles homonymes, voir Hinojosa (homonymie) et Jarque.
Hinojosa de Jarque est une commune d’Espagne, dans la Comarque de Cuencas Mineras, province de Teruel, communauté autonome d'Aragon.